# 佩爾韋茲·卡塔克
佩爾韋茲·卡塔克（英語：Pervez Khattak，1950年1月1日—），是一名巴基斯坦政治人物，2018年8月被任命为巴基斯坦国防部长。在此之前，卡塔克曾在2013年至2018年担任开伯尔-普什图省的首席部长。